# Allargament
|  | Pel concepte de ciència de materials, vegeu deformació. |

En aerodinàmica, l'allargament d'una ala és essencialment la raó aritmètica de la seva longitud respecte a l'amplada de la seva corda. Un allargament alt indica ales llargues i estretes, mentre que un de baix indica ales curtes i amples.
En la majoria d'ales la longitud de la corda no és constant sinó que varia al llarg de l'ala i, per tant, l'allargament es defineix com el quadrat de l'envergadura de l'ala (b) dividit per la seva superfície (S), el que és igual a la ràtio entre la longitud i amplada per una corda constant.
La seva fórmula matemàtica és:
{\displaystyle AR={b^{2} \over S}}

## Allargament de les ales dels avions

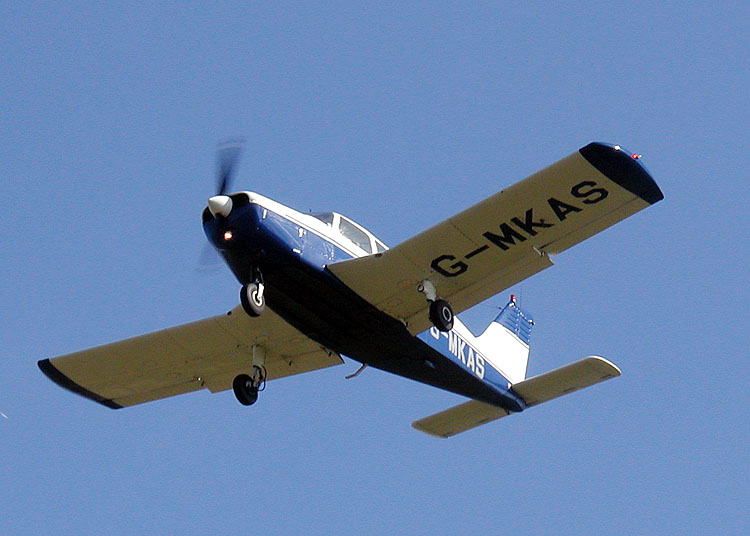
Allargament baix (AR=5.6) d'un Piper PA-28 Cherokee

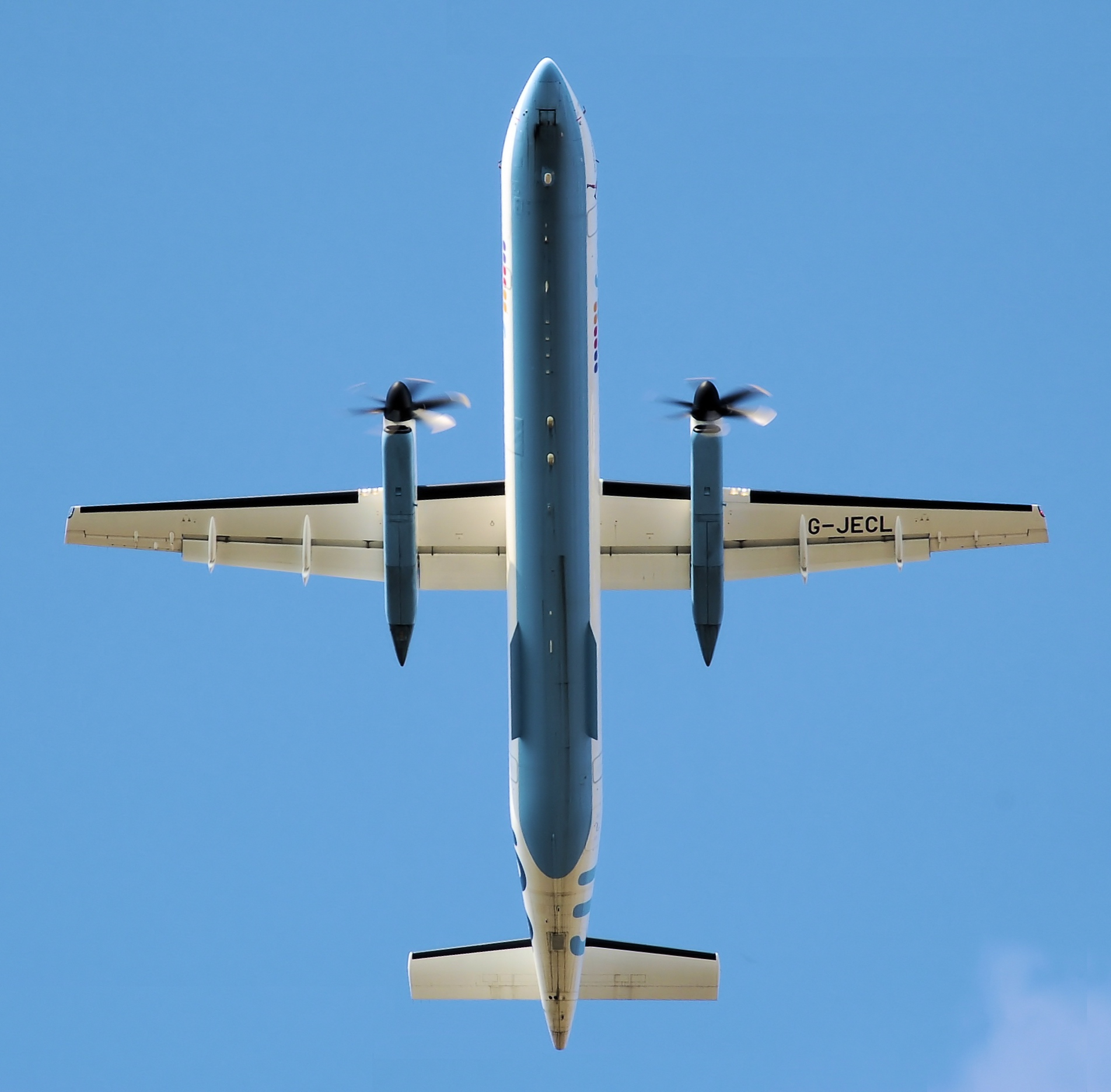
Allargament elevat (AR=12.8) d'un Bombardier Dash 8 Q400

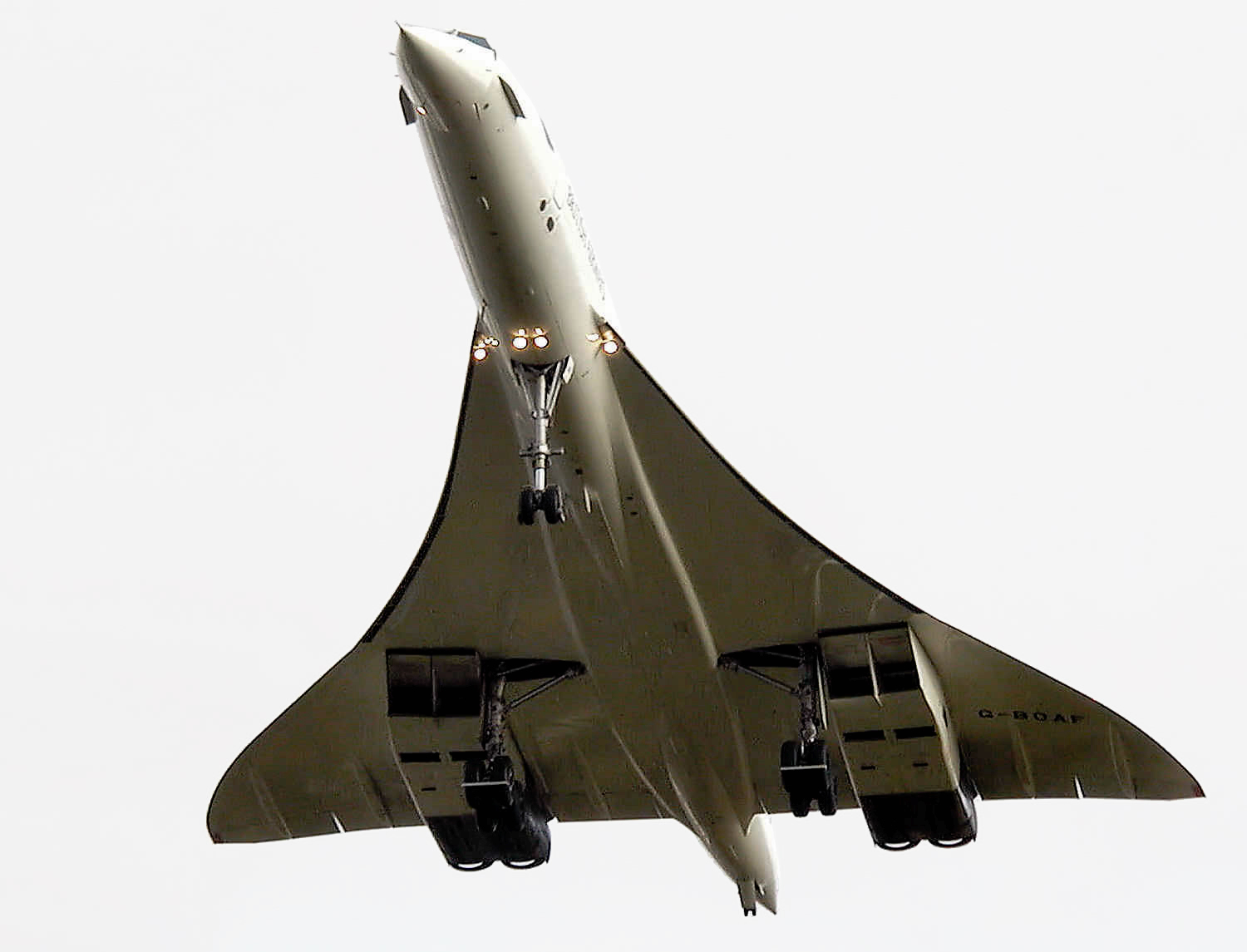
Allargament molt baix (AR=1.8) d'un Concorde

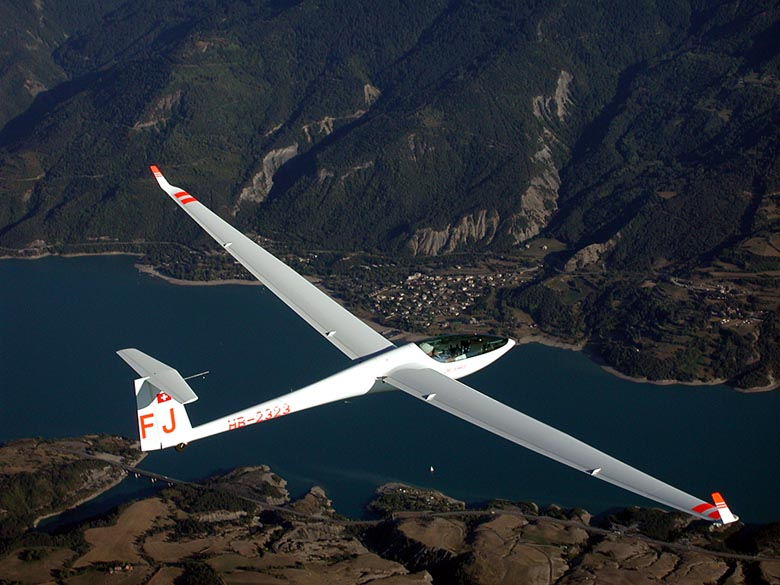
Allargament molt elevat (AR=27.4) d'un planador Glaser-Dirks DG-808

L'allargament i superfície de l'ala s'utilitzen per predir el comportament d'una ala.
Per una determinada superfície, l'allargament és proporcional al quadrat de l'envergadura de l'ala, la qual és particularment significativament alhora de determinar el seu comportament. Un avió en vol es pot imaginar afectat per un cilindre circular d'aire que l'envolta. El diàmetre del cilindre que és igual a l'envergadura. Un gran envergadura treballa en un gran cilindre d'aire, mentre que una envergadura petita treballa en un petit cilindre d'aire. Per dues aeronaus del mateix pes però envergadures diferents el cilindre petit d'aire ha de ser empès cap avall per una quantitat major que el cilindre gran per produir una força ascendent igual. El timó de popa canvia la velocitat proporcionalment a la resistència induïda. Per tant, una velocitat més baixa dona lloc a un timó de popa més gran, fet que produeix una major resistència induïda a l'avió amb una envergadura més petita i un allargament més baix.
La interacció entre l'aire no pertorbat fora del cilindre circular d'aire i el cilindre de moviment descendent de l'aire es produeix en les puntes de les ales.
Aquest tret de l'allargament s'il·lustra a la fórmula utilitzada per calcular el coeficient d'inducció d'un avió.
{\displaystyle C_{d}=C_{d0}+{\frac {(C_{L})^{2}}{\pi eAR}}}
on
| {\displaystyle C_{d}\;}  | és el coeficient d'inducció de l'avió,                 |
| {\displaystyle C_{d0}\;} | és el coeficient d'inducció d'elevació zero de l'avió, |
| {\displaystyle C_{L}\;}  | és el coeficient d'elevació,                           |
| {\displaystyle \pi \;}   | és la constant d'Arquímedes d'un cercle,               |
| {\displaystyle e\;}      | és l'eficiència d'Oswald                               |
| {\displaystyle AR}       | és l'allargament.                                      |
Hi ha diverses raons que fan que no tots els avions tinguin allargaments elevats:
- Estructural: Una ala llarga té una flexió més elevada que una curta, el qual requereix una estructura més forta per resistir. A més, les ales llargues tenen una major deflexió, la qual és una característica no desitjable en determinats usos, si interfereix en el moviment dels alerons.

- Maniobrabilitat: Un allargament de l'ala elevat tindrà una capacitat de gir inferior a la d'un allargament baix, pel fet que la mateixa quantitat de moviment de les ales a causa de la deflexió dels alerons (a l'aleró) es traduirà en menys capacitat de gir del fuselatge, a causa de la major distància entre l'aleró i el fuselatge. A més un allargament elevat també haurà de superar un moment d'inèrcia més alt. A causa d'aquesta capacitat de gir baixa, generalment no s'usen les ales amb allargaments elevats als avions de combat.

- Resistència paràsita: Mentre l'allargament d'ales elevat crea menys resistència induïda, té una major resistència paràsita (arrossegament causa de la forma, la superfície frontal i la fricció de la superfície). Això és perquè, per a una mateixa superfície d'ala, la corda mitjana és més petita. A causa dels efectes del nombre de Reynolds, el valor del coeficient de resistència és una funció inversa logarítmica de la longitud característica de la superfície, el que vol dir que, encara que dues ales amb la mateixa àrea estiguin volant a velocitats iguals i angles d'atac iguals, el coeficient de resistència és lleugerament més alt en l'ala amb una corda menor. No obstant això, aquesta variació és molt petita en comparació amb la variació en la resistència induïda amb el canvi d'envergadura.

- Sentit pràctic: Els allargaments d'ales baixos tenen més volum intern útil, ja que el gruix màxim és major i aquest pot ser utilitzat per allotjar els dipòsits de combustible, trens d'aterratge retràctils i altres sistemes.

- Mida dels aeròdroms: Els aeròdroms, hangars i altres equips de terra defineixen l'envergadura màxima, la qual no pot ser excedida, i per generar l'elevació suficient d'una determinada envergadura, els dissenyadors d'avions han de disminuir l'allargament de l'ala e incrementar la seva superfície total.

## Allargament d'ales variable
L'extensió dels flaps del caire de caiguda provoca una disminució de l'allargament de l'ala, ja que s'incrementa la corda sense alterar l'envergadura. Aquesta disminució de l'allargament de l'ala provoca un increment de la resistència induïda que va en detriment de la maniobrabilitat de l'avió durant l'enlairament, encara que pot ser beneficiosa per durant l'aterratge.
Un avió que s'aproxima o excedeix la velocitat del so, de vegades incorpora ales de geometria variable. Això es deu a la diferència en el comportament de fluids en règims subsònics, transsònics o supersònics. En règim subsònic, la resistència induïda és un component important de la resistència total, especialment en angles d'atac elevats. No obstant això, a mesura que el règim es torna transsònic i després supersònic, l'ona de xoc generada inicialment al llarg de la superfície superior de l'ala provoca una ona de fricció a l'avió, i aquesta resistència és proporcional a la longitud de l'ala, per tant, quan més gran sigui l'ala, més llarga és l'ona de xoc. Així, una ala llarga, valuosa a velocitats baixes, es converteix en un perjudici a velocitats transsòniques. Tenint en compte el seu el pes addicional i la seva complexitat tècnica afegida, el disseny d'una ala movible pot proporcionar la solució a aquest problema.

## Allargament de l'ala en ocells
A la natura abunden els allargaments d'ala elevats. La majoria de les aus que volen llargues distàncies tenen ales amb un elevat allargament i amb l'extrem de les ales afusat o el·líptic. Això és particularment notori en les aus com els albatros i les àguiles. Per contra, els falcons del gènere Accipiter com l'esparver vulgar tenen un allargament d'ales baix (i llargues cues) per augmentar la maniobrabilitat.